# Palma Sola
Palma Sola là một đô thị thuộc bang Santa Catarina, Brasil. Đô thị này có diện tích 331,776 km², dân số năm 2007 là 7942 người, mật độ 23,3 người/km².